# Sexi Dance
„Sexi Dance” este un cântec al interpretei mexicane Paulina Rubio. Acesta fost compus de Marcello Azevedo pentru cel de-al cincilea material discografic de studio al artistei, Paulina. „Sexi Dance” a fost lansat ca cel de-al șaselea single al albumului la sfârșitul anului 2001.
Cântecul a ocupat locul 34 în Billboard Hot Latin Songs și a intrat în clasamentele din Argentina, Columbia, Mexic și Spania, unde a câștigat poziții de top 10.

## Clasamente
| Clasament (2002)                 | Poziția maximă | Referință |
| -------------------------------- | -------------- | --------- |
| Argentina Singles Chart          | 2              | [ 4 ]     |
| Columbia Singles Chart           | 6              | [ 5 ]     |
| Mexic Singles Chart              | 3              | [ 6 ]     |
| Spania Singles Chart             | 15             | [ 7 ]     |
| Billboard Hot Latin Songs        | 34             | [ 3 ]     |
| Billboard Latin Pop Airplay      | 18             | [ 3 ]     |
| Billboard Latin Tropical Airplay | 26             | [ 3 ]     |